# Hemipodus ciliatus
Hemipodus ciliatus är en ringmaskart som beskrevs av Hartmann-Schröder 1959. Hemipodus ciliatus ingår i släktet Hemipodus och familjen Glyceridae. Inga underarter finns listade i Catalogue of Life.